# Asian Highway 2
Der Asian Highway 2 (AH2) (englisch für ‚Asiatische Fernstraße 2‘) ist eine weitüberspannende Verbindung im Asiatischen Fernstraßen-Projekt. Er führt mit einer Länge von 13.177 km von Denpasar in Indonesien (Ozeanien) bis Khosravi im Iran (Orient).
Ähnlich den Europastraßen werden existierende Strecken zusätzlich mit der Bezeichnung „AH2“ ausgestattet. Die teilnehmenden Staaten haben sich verpflichtet, den Ausbaustandard der transnationalen Straßen zu erhöhen und für einbuchstabige Verbindung wie der AH2 zu autobahnähnlichen Fernstraßen fortzuentwickeln.

## Indonesien
Die Streckenführung verläuft entlang von Denpasar – Surabaya – Ngawi — Surakarta – Semarang – Cikampek (— Bandung) – Jakarta (— Merak)
Zur Strecke gehörigen eine Reihe von mautpflichtigen Autobahnen, darunter:
- Jakarta-Merak Toll Road
- Jakarta-Cikampek Toll Road
- Cipularang Toll Road
- Padaleunyi Toll Road

## Singapur
Im Stadtstaat Singapur führt die Strecke entlang des
- Bukit Timah Expressway
- Johor-Singapore Causeway
- Grenze  Malaysia

## Malaysia
Die Streckenführung verläuft entlang ab Grenze  Singapur Johor Bahru – Senai Utara – Seremban – Kuala Lumpur – Butterworth – Bukit Kayu Hitam Grenze  Thailand
Dies führt über folgenden Schnellstraßen:
- Johor-Singapore Causeway
- Skudai Highway
- Kuala Lumpur-Seremban Expressway
- Jalan Duta-Segambut Highway
- Kuala Lumpur Middle Ring Road 1
- New Klang Valley Expressway
- North-South Expressway

## Thailand
- Grenze  Malaysia
- Thanon Phetkasem: Sa Dao – Hat Yai – Phatthalung
- Thai Highway 41: Phatthalung – Chumphon
- Thanon Phetkasem: Chumphon – Nakhon Pathom
- Thai Highway 338: Nakhon Pathom – Bangkok
- Outer Bangkok Ring Road: Bangkok – Bang Pa In
- Thai Highway 32: Bang Pa In – Chai Nat
- Thanon Phahonyothin: Chai Nat – Nakhon Sawan – Tak – Chiang Rai (AH3) – Mae Sai
- Grenze  Myanmar

## Myanmar
- Grenze  Thailand
- Fernstraße 4:  Tachilek – Keng Tung (Alternative Strecke) (AH3)
- Fernstraße 4:  Keng Tung – Meiktila
- Yangon-Mandalay Expressway: Meiktila – Mandalay
- Fernstraße 7: Mandalay – Tamu
- Grenze  Indien

## Indien
Die Streckenführung verläuft entlang von Grenze  Myanmar
Moreh – Imphal – Kohima – Dimapur – Nagaon – Jorabat (— Guwahati) – Shillong – Dawki Grenze  Bangladesch

## Bangladesch
Die Streckenführung verläuft entlang ab Grenze  Indien Tamabil – Sylhet – Katchpur – Dhaka – Hatikamrul – Banglabandha Grenze  Indien

## Indien
Kurzzeitig nochmal über Indien Grenze  Bangladesch – Shiliguri – Grenze  Nepal

## Nepal
- Grenze  Indien
- : Kakarbhitta – Pathlaiya – Narayangarh – Butwal – Kohalpur – Mahendranagar – Bramhadev Mandi
- Grenze  Indien

## Indien
Und weiter über Grenze  Nepal Banbasa – Rampur – Neu-Delhi – Attari – Wagah nach Grenze  Pakistan

## Pakistan
Die Streckenführung verläuft entlang ab Grenze  Indien Wagah – Lahore – Multan – Rohri – Quetta – Taftan Grenze  Iran

## Iran
Die Streckenführung verläuft entlang ab Grenze  Pakistan Mirjaveh – Zahedan – Kerman – Anar – Yazd – Salafchegan – Teheran – Saveh – Hamadan – Khosravi Grenze  Irak

## Galerie

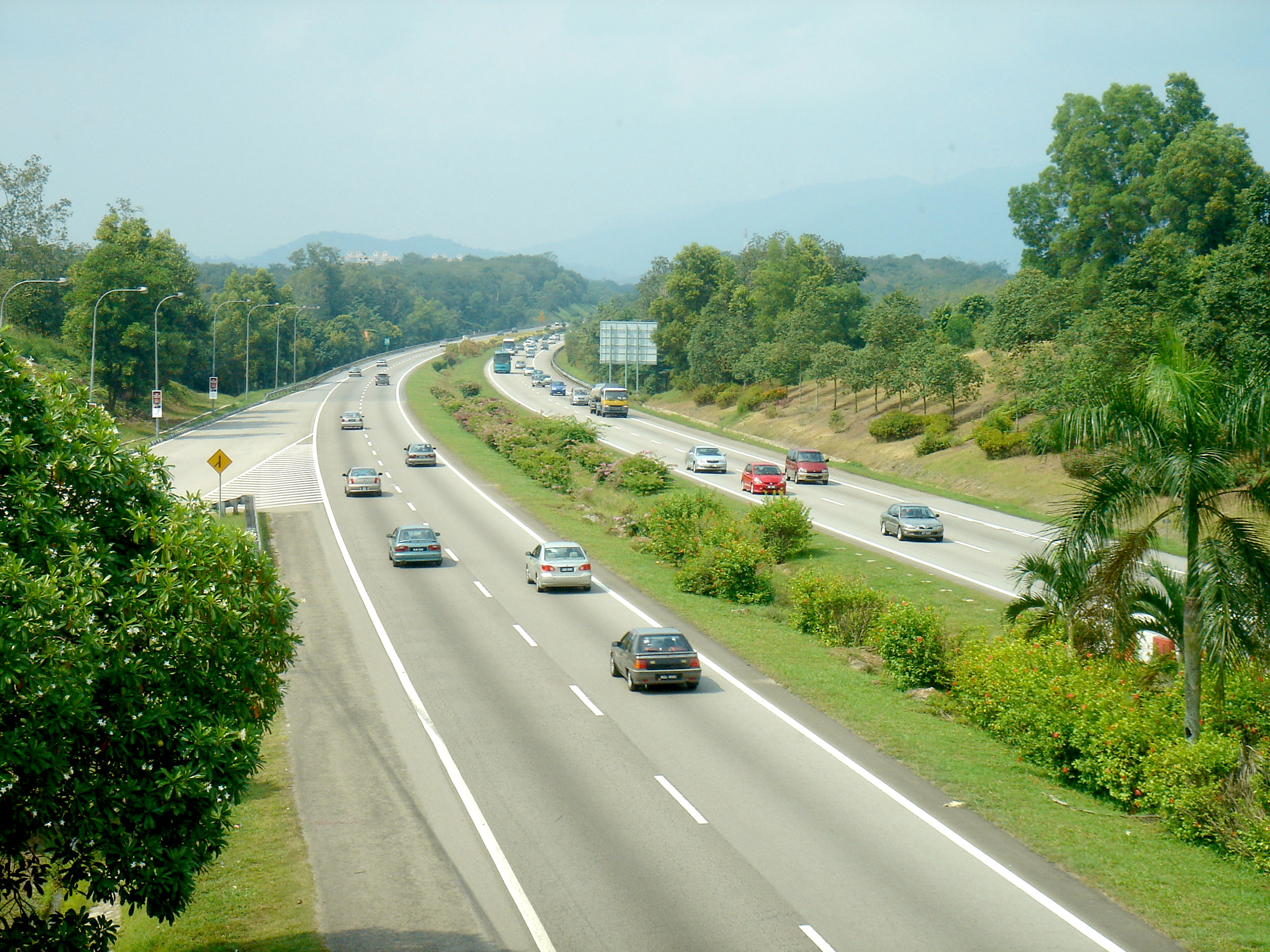
AH2 und North-South Expressway in Malaysia
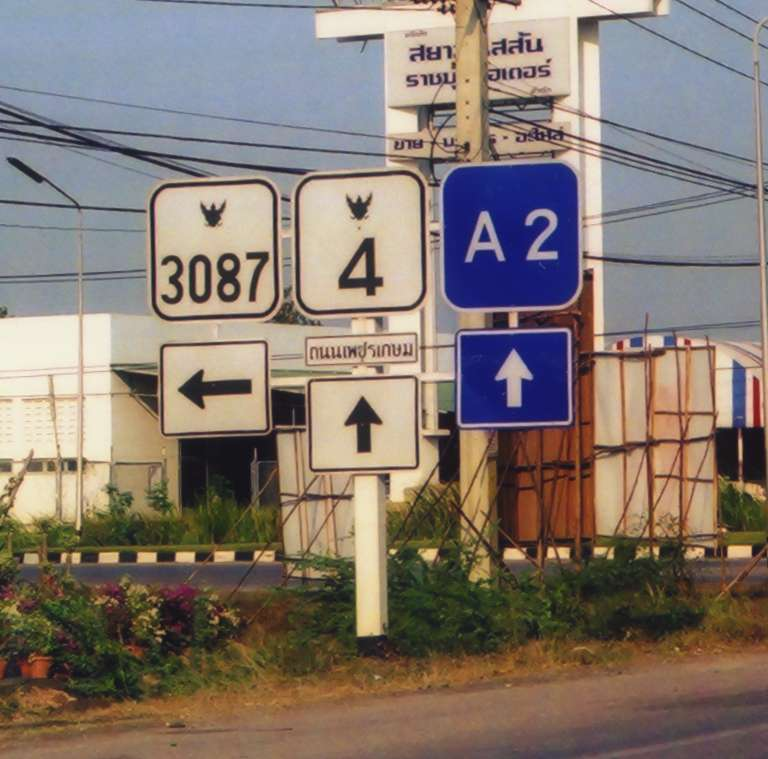
Wegweiser zur AH2 in der Nähe von Ratchaburi in Thailand
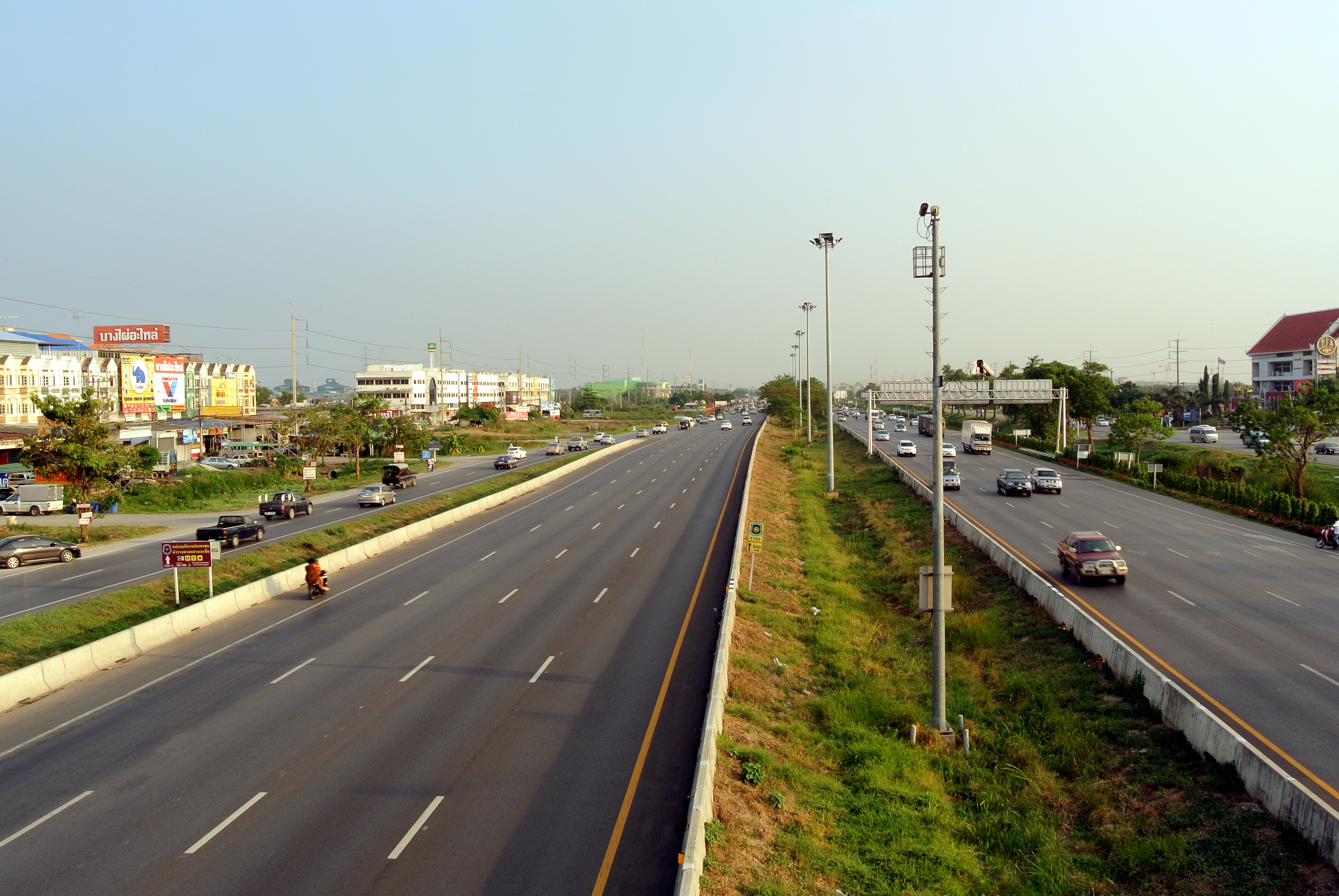
AH2 und Thailand Route 32 in Ayutthaya
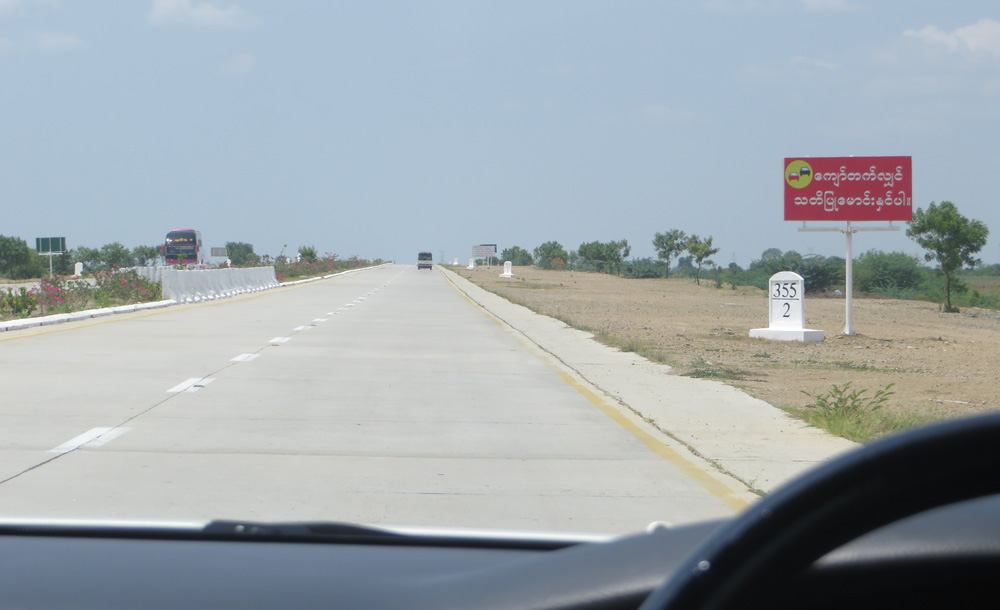
Yangon-Mandalay Expressway Teil des AH2 südlich von Mandalay in Myanmar